# Erich Trummer
Erich Trummer (* 25. August 1967) ist ein österreichischer Politiker (SPÖ). Er war von 2005 bis 2015 Abgeordneter zum Burgenländischen Landtag.

## Leben
Trummer absolvierte die Volks- und Hauptschule sowie die Handelsschule.

## Politik
Er ist seit 2002 Bürgermeister der Gemeinde Neutal und Vorstandsmitglied der Bezirksorganisation Oberpullendorf. Zudem wurde er 2003 in den Vorstand des Burgenländischen Müllverbandes bestellt und ist seit 2002 Mitglied des Vorstandes des Wasserleitungsverbands Mittleres Burgenland. Trummer war ab dem 25. Oktober 2005 Abgeordneter zum Burgenländischen Landtag. Dort war er Bereichssprecher für Gesundheit und seit 2008 auch für Umwelt.